# 新垣仁繪
新垣仁繪（1981年4月7日—），日本女歌手。女子樂團SPEED的成員之一，是四名成員中最年長的。出身於沖繩縣島尻郡八重瀨町。在1996年至2000年的SPEED時期，新垣擅長製作舞台的效果，伴舞十分激情；她的髮型造型也經常很出位。
昵稱「HITOE」，也曾經以「HITOE」名義發行過音樂作品。但是SPEED解散後，不像其他三位成員那樣繼續熱衷從事音樂，而是到美國紐約市留學學習藝術設計，目前她已經擁有屬於自己的品牌。她也在美國取得了瑜伽教師的從業資格。
2008年重新加入SPEED。
她和樂團另一位成員島袋寬子同日生日，她比島袋大3歲。

## 作品
CD
| 名義            | 形式       | 名稱              | 發售日期      |
| --------------- | ---------- | ----------------- | ------------- |
| HITOE'S 57 MOVE | 第一張單曲 | INORI             | 1999年6月30日 |
| 仁絵            | 第二張單曲 | I Got You         | 2002.12.18    |
| 仁絵            | 第一張專輯 | I'll Do It My Way | 2002.12.18    |
| 仁絵            | 第三章單曲 | I'll Do It My Way | 2003.02.05    |

書籍
- HITOE ARAKAKI 『VIBE ART』 （2003年、エイベックス） ISBN 4-04-894102-X

推薦文由山田詠美執筆
DVD
- HITOEのNY式ハタ・ヨガDVDレッスン （2007年）

## 外部連結
- 仁絵(HITOE) Official Web Site
- JUST LIKE HITOE'S WORLD